# Niphopyralis
Niphopyralis (лат.) — род мирмекофильных молевидных бабочек огнёвок-травянок трибы Wurthiini из подсемейства Spilomelinae (Crambidae, Pyraloidea). Ранее рассматривался в составе семейства Pyralidae. Около 8 видов.

## Распространение
Ориентальная область.

## Описание
Личинки и куколки живут в гнёздах муравьёв родов Oecophylla и Polyrhachis. Моли небольшого размера с белыми или светло-окрашенными крыльями. Нижнечелюстные щупики и оцеллии отсутствуют.

## Систематика
Род включает 8 видов. Включен в состав трибы Wurthiini из подсемейства Spilomelinae (Crambidae, Pyraloidea). Ранее рассматривался в составе семейства Pyralidae и подсемейства Wurthiinae Roepke, 1916. Размещение рода Niphopyralis, а вместе с ним и статус Wurthiini, долгое время оставались неясными из-за необычного Limacodidae-подобного габитуса и отсутствия хоботка.
В 1923 году тогда ещё валидный род «Wurthia» был переведен в подсемейство Schoenobiinae, где в 1893 году Джорджем Хэмпсоном был описан род Niphopyralis с таким же названием. В 1981 году Niphopyralis был перемещён в подсемейство Pyraustinae (Lewvanich, 1981), в то время как Wurthia остался в Schoenobiinae. Так было до 1996 года, когда Wurthia был признан синонимом Niphopyralis.
В 1999 году род Niphopyralis был включён в состав семейства Crambidae как отдельном подсемейство Wurthiinae (Munroe & Solis, 1999). Regier et al. (2012) установили, что Niphopyralis является ингруппой в составе подсемейства Spilomelinae, и, соответственно, синонимизировали название Wurthiinae со Spilomelinae.
- Niphopyralis albida Hampson, 1893 — Шри-Ланка
- Niphopyralis aurivillii (Kemner, 1923) (Wurthia) — о. Ява, Индонезия
- Niphopyralis chionesis Hampson, 1919 — Квинсленд, Австралия
- Niphopyralis contaminata Hampson, 1893 — Шри-Ланка
- Niphopyralis discipunctalis Hampson, 1919 — Папуа - Новая Гвинея[9]
- Niphopyralis myrmecophila (Roepke, 1916) (Wurthia) — о. Ява, Индонезия
- Niphopyralis nivalis Hampson, 1893 typus — Шри-Ланка
- Niphopyralis suffidalis Swinhoe, 1895 — Индия[10]

## Синонимы
Род Wurthia был описан в 1916 году на основании единственного вида Wurthia myrmecophila Roepke, 1916 в составе семейства Arctiidae и выделен в отдельное подсемейство Wurthiinae. Позднее (Kemner, 1923) род был перенесён в семейство Pyralidae (Schoenobiinae), а в 1999 году помещён в семейство Crambidae, где был синонимизирован с родом Niphopyralis (Munroe & Solis, 1999).
- Wurthia Roepke, 1916